# Where We Stand
Where We Stand (en español Nuestro Punto De Vista) es el segundo álbum de Yellowcard, el cual continúa con la línea musical de su antecesor, Midget Tossing, aunque la calidad de grabación es notablemente superior a este último mencionado. Las letras del álbum hablan sobre Rebelión y Filosofía. Cuenta con 10 temas de punk rock puro y Hardcore melódico de buen nivel. Fue relanzado en EE. UU. en el 2004 y 2005, rescatando aquella época de la banda en la cual sobresalía la agresividad en el sonido antes que la melodía. Se podría decir que este álbum resume y cierra la primera etapa de la carrera de Yellowcard, puesto que es el último disco en el cual Ben Dobson figura como vocalista principal. Sean Mackin, el cual tiene más participación que en el disco anterior, es nombrado por error como "Sean Wellman" en los créditos del disco.

## Lista de canciones
1. "Lesson Learned" – 3:22
2. "Time Will Tell" – 3:58
3. "Sue" – 2:24
4. "April 20th" – 2:55
5. "Uphill Both Ways" – 3:58
6. "Kids" – 2:42
7. "Doesn't Matter" – 2:54
8. "Sorry Try Again" – 1:44
9. "Anywhere But Here" – 3:13
10. "On the Brink" – 7:26
11. "At The End" – 3:00

La canción "On the Brink" Solo dura 3:45 luego viene una canción escondida de 3:00 "At The End" Hidden Track

## Miembros
- Ben Dobson - Voz
- Todd Clarry - Guitarra rítmica y Coros
- Ben Harper - Guitarra líder
- Warren Crooke - Bajo
- Longineu Parsons - Batería
- Sean Mackin - Violín y Coros

- Datos: Q1930469